# Lijst van voetbalinterlands Costa Rica - Panama
Deze lijst van voetbalinterlands geeft een overzicht van alle officiële voetbalinterlands tussen de nationale teams van Costa Rica en Panama. De Midden-Amerikaanse buurlanden hebben tot nu toe 62 keer tegen elkaar gespeeld. De eerste ontmoeting, een vriendschappelijke wedstrijd, werd gespeeld in Panama-Stad op 16 februari 1938. Het laatste duel, een kwartfinale van de CONCACAF Nations League 2024/25, vond plaats op 18 november 2024 in de Panamese hoofdstad.

## Wedstrijden
| №  | Plaats          | Datum            | Competitie                      | Wedstrijd           | Uitslag |
| -- | --------------- | ---------------- | ------------------------------- | ------------------- | ------- |
| 1  | Panama-Stad     | 16 februari 1938 | Vriendschappelijk               | Panama – Costa Rica | 0 – 11  |
| 2  | San José        | 11 mei 1941      | CCCF-kampioenschap 1941         | Costa Rica – Panama | 7 – 0   |
| 3  | San José        | 26 februari 1946 | CCCF-kampioenschap 1946         | Costa Rica – Panama | 7 – 0   |
| 4  | Barranquilla    | 21 december 1946 | Vriendschappelijk               | Costa Rica – Panama | 0 – 2   |
| 5  | Guatemala-Stad  | 1 maart 1948     | CCCF-kampioenschap 1948         | Panama – Costa Rica | 0 – 7   |
| 6  | Guatemala-Stad  | 10 maart 1948    | CCCF-kampioenschap 1948         | Costa Rica – Panama | 3 – 1   |
| 7  | Panama-Stad     | 8 april 1950     | Vriendschappelijk               | Panama – Costa Rica | 2 – 0   |
| 8  | Panama-Stad     | 9 april 1950     | Vriendschappelijk               | Panama – Costa Rica | 0 – 1   |
| 9  | Panama-Stad     | 27 februari 1951 | CCCF-kampioenschap 1951         | Panama – Costa Rica | 2 – 0   |
| 10 | Panama-Stad     | 2 maart 1951     | CCCF-kampioenschap 1951         | Panama – Costa Rica | 1 – 1   |
| 11 | San José        | 10 maart 1953    | CCCF-kampioenschap 1953         | Costa Rica – Panama | 3 – 0   |
| 12 | San José        | 8 maart 1961     | CCCF-kampioenschap 1961         | Costa Rica – Panama | 6 – 1   |
| 13 | Panama-Stad     | 13 juni 1975     | Vriendschappelijk               | Panama – Costa Rica | 1 – 1   |
| 14 | Panama-Stad     | 4 april 1976     | WK 1978 kwalificatie            | Panama – Costa Rica | 3 – 2   |
| 15 | San José        | 11 juli 1976     | WK 1978 kwalificatie            | Costa Rica – Panama | 3 – 0   |
| 16 | Tegucigalpa     | 10 juni 1977     | Vriendschappelijk               | Costa Rica – Panama | 2 – 1   |
| 17 | Panama-Stad     | 23 maart 1979    | Vriendschappelijk               | Panama – Costa Rica | 2 – 2   |
| 18 | Panama-Stad     | 10 augustus 1980 | WK 1982 kwalificatie            | Panama – Costa Rica | 1 – 1   |
| 19 | San José        | 5 november 1980  | WK 1982 kwalificatie            | Costa Rica – Panama | 2 – 0   |
| 20 | Panama-Stad     | 24 maart 1984    | Vriendschappelijk               | Panama – Costa Rica | 1 – 1   |
| 21 | Panama-Stad     | 31 juli 1988     | WK 1990 kwalificatie            | Panama – Costa Rica | 0 – 2   |
| 22 | San José        | 17 augustus 1988 | WK 1990 kwalificatie            | Costa Rica – Panama | 1 – 1   |
| 23 | Panama-Stad     | 16 augustus 1992 | WK 1994 kwalificatie            | Panama − Costa Rica | 1 − 0   |
| 24 | San José        | 23 augustus 1992 | WK 1994 kwalificatie            | Costa Rica – Panama | 5 – 1   |
| 25 | Tegucigalpa     | 9 maart 1993     | UNCAF Nations Cup 1993          | Costa Rica − Panama | 2 − 0   |
| 26 | San José        | 23 juni 1993     | Vriendschappelijk               | Costa Rica – Panama | 3 – 1   |
| 27 | San José        | 7 november 1996  | Vriendschappelijk               | Costa Rica – Panama | 2 – 0   |
| 28 | San José        | 1 juli 2000      | Vriendschappelijk               | Costa Rica − Panama | 5 − 1   |
| 29 | San Pedro Sula  | 30 mei 2001      | UNCAF Nations Cup 2001          | Panama – Costa Rica | 1 – 2   |
| 30 | Panama-Stad     | 23 februari 2003 | UNCAF Nations Cup 2003          | Panama − Costa Rica | 0 − 1   |
| 31 | Guatemala-Stad  | 23 februari 2005 | UNCAF Nations Cup 2005          | Panama – Costa Rica | 0 – 1   |
| 32 | San José        | 26 maart 2005    | WK 2006 kwalificatie            | Costa Rica – Panama | 2 – 1   |
| 33 | Panama-Stad     | 3 september 2005 | WK 2006 kwalificatie            | Panama – Costa Rica | 1 – 3   |
| 34 | San Salvador    | 12 februari 2007 | UNCAF Nations Cup 2007          | Panama – Costa Rica | 1 – 0   |
| 35 | San Salvador    | 18 februari 2007 | UNCAF Nations Cup 2007          | Costa Rica – Panama | 1 – 1   |
| 36 | Panama-Stad     | 22 november 2007 | Vriendschappelijk               | Panama – Costa Rica | 1 – 1   |
| 37 | Tegucigalpa     | 23 januari 2009  | UNCAF Nations Cup 2009          | Costa Rica – Panama | 3 – 0   |
| 38 | Tegucigalpa     | 1 februari 2009  | UNCAF Nations Cup 2009          | Costa Rica – Panama | 0 – 0   |
| 39 | Panama-Stad     | 3 september 2010 | Vriendschappelijk               | Panama – Costa Rica | 2 – 2   |
| 40 | Panama-Stad     | 21 januari 2011  | Copa Centroamericana 2011       | Panama – Costa Rica | 1 – 1   |
| 41 | Panama-Stad     | 11 november 2011 | Vriendschappelijk               | Panama – Costa Rica | 2 – 0   |
| 42 | Panama-Stad     | 6 februari 2013  | WK 2014 kwalificatie            | Panama – Costa Rica | 2 – 2   |
| 43 | San José        | 18 juni 2013     | WK 2014 kwalificatie            | Costa Rica – Panama | 2 – 0   |
| 44 | Houston         | 7 september 2014 | Copa Centroamericana 2014       | Panama – Costa Rica | 2 – 2   |
| 45 | Panama-Stad     | 31 maart 2015    | Vriendschappelijk               | Panama – Costa Rica | 2 – 1   |
| 46 | Panama-Stad     | 17 november 2015 | WK 2018 kwalificatie            | Panama – Costa Rica | 1 – 2   |
| 47 | San José        | 7 september 2016 | WK 2018 kwalificatie            | Costa Rica − Panama | 3 − 1   |
| 48 | Panama-Stad     | 22 januari 2017  | Copa Centroamericana 2017       | Panama − Costa Rica | 1 − 0   |
| 49 | San José        | 8 juni 2017      | WK 2018 kwalificatie            | Costa Rica − Panama | 0 − 0   |
| 50 | Philadelphia    | 19 juli 2017     | CONCACAF Gold Cup 2017          | Costa Rica − Panama | 1 − 0   |
| 51 | Panama-Stad     | 10 oktober 2017  | WK 2018 kwalificatie            | Panama − Costa Rica | 2 − 1   |
| 52 | San José        | 10 oktober 2020  | Vriendschappelijk               | Costa Rica − Panama | 0 − 1   |
| 53 | San José        | 13 oktober 2020  | Vriendschappelijk               | Costa Rica − Panama | 0 − 1   |
| 54 | Panama-Stad     | 2 september 2021 | WK 2022 kwalificatie            | Panama − Costa Rica | 0 − 0   |
| 55 | San José        | 27 januari 2022  | WK 2022 kwalificatie            | Costa Rica – Panama | 1 – 0   |
| 56 | Panama-Stad     | 2 juni 2022      | CONCACAF Nations League 2022/23 | Panama − Costa Rica | 2 − 0   |
| 57 | San José        | 28 maart 2023    | CONCACAF Nations League 2022/23 | Costa Rica − Panama | 0 − 1   |
| 58 | Fort Lauderdale | 26 juni 2023     | CONCACAF Gold Cup 2023          | Costa Rica − Panama | 1 − 2   |
| 59 | San José        | 16 november 2023 | CONCACAF Nations League 2023/24 | Costa Rica − Panama | 0 − 3   |
| 60 | Panama-Stad     | 20 november 2023 | CONCACAF Nations League 2023/24 | Panama − Costa Rica | 3 − 1   |
| 61 | San José        | 14 november 2024 | CONCACAF Nations League 2024/25 | Costa Rica − Panama | 0 − 1   |
| 62 | Panama-Stad     | 18 november 2024 | CONCACAF Nations League 2024/25 | Panama − Costa Rica | 2 − 2   |

## Samenvatting
| Competitie              | Totaal gespeeld | Winst Costa Rica | Gelijk | Winst Panama | Doelsaldo Costa Rica – Panama |
| ----------------------- | --------------- | ---------------- | ------ | ------------ | ----------------------------- |
| WK-kwalificatie         | 18              | 10               | 5      | 3            | 32 − 15                       |
| CONCACAF Gold Cup       | 10              | 7                | 1      | 2            | 36 − 7                        |
| CONCACAF Nations League | 6               | 0                | 1      | 5            | 3 − 12                        |
| Copa Centroamericana    | 11              | 5                | 4      | 2            | 13 − 7                        |
| Vriendschappelijk       | 17              | 6                | 5      | 6            | 32 − 20                       |
| Totaal                  | 62              | 28               | 16     | 18           | 114 − 59                      |

Wedstrijden bepaald door strafschoppen worden, in lijn met de FIFA, als een gelijkspel gerekend.

## Details

### 48ste ontmoeting
| Copa Centroamericana 2017 (Panama-Stad, Panama, 22 januari 2017): |       |            |
| Panama                                                            | 1 – 0 | Costa Rica |
| Armando Cooper 67'                                                | goals |            |

### 49ste ontmoeting
| WK 2018 kwalificatie (San José, Costa Rica, 8 juni 2017): |       |        |
| Costa Rica                                                | 0 – 0 | Panama |
|                                                           | goals |        |

FEDEFUTBOL · A-internationals · Selecties · Bondscoaches · Costa Ricaans vrouwenelftal · Costa Rica U21 · Costa Rica U20 · Costa Rica U19 · Costa Rica U18 · Costa Rica U17
1920 – 1949 ·
1950 – 1969 ·
1970 – 1979 ·
1980 – 1989 ·
1990 – 1999 ·
2000 – 2009 ·
2010 – 2019 ·
2020 − 2029
Copa América 1997 · 
Copa América 2001 · 
Copa América 2004 · 
Copa América 2011 · 
Copa América 2016
WK 1990 · 
WK 2002 · 
WK 2006 · 
WK 2014 · 
WK 2018
OS 1980 · 
OS 1984 · 
OS 2004
1921 · 
1922–1929 · 
1930 · 
1931–1934 · 
1935 · 
1936–1937 · 
1938 · 
1939 · 
1940 · 
1941 · 
1942 · 
1943 · 
1944–1945 · 
1946 · 
1947 · 
1948 · 
1949 · 
1950 · 
1951 · 
1952 · 
1953 · 
1954 · 
1955 · 
1956 · 
1957 · 
1958 · 
1959 · 
1960 · 
1961 · 
1962 · 
1963 · 
1964 · 
1965 · 
1966 · 
1967 · 
1968 · 
1969 · 
1970 · 
1971 · 
1972 · 
1973 · 
1974–1975 · 
1976 · 
1977–1978 · 
1979 · 
1980 · 
1981–1982 · 
1983 · 
1984 · 
1985 · 
1986 · 
1987 · 
1988 · 
1989 · 
1990 · 
1991 · 
1992 · 
1993 · 
1994 · 
1995 · 
1996 · 
1997 · 
1998 · 
1999 · 
2000 · 
2001 · 
2002 · 
2003 · 
2004 · 
2005 · 
2006 · 
2007 · 
2008 · 
2009 · 
2010 · 
2011 · 
2012 · 
2013 · 
2014 · 
2015 · 
2016 · 
2017 ·
2018 ·
2019 ·
2020 ·
2021 ·
2022 ·
2023 ·
2024
Argentinië ·
Aruba ·
Australië ·
Barbados ·
België ·
Belize ·
Bermuda ·
Bolivia ·
Bosnië en Herzegovina ·
Brazilië ·
Canada ·
Chili ·
China ·
Colombia ·
Cuba ·
Curaçao ·
Dominicaanse Republiek ·
Duitsland ·
Ecuador ·
El Salvador ·
Engeland ·
Finland ·
Frankrijk ·
Grenada ·
Griekenland ·
Guatemala ·
Guyana ·
Haïti ·
Honduras ·
Hongarije ·
Ierland ·
Iran ·
Italië ·
Jamaica ·
Japan ·
Joegoslavië ·
Kameroen ·
Marokko ·
Mexico ·
Nederland ·
Nederlandse Antillen ·
Nicaragua ·
Nieuw-Zeeland ·
Nigeria ·
Noord-Ierland ·
Noorwegen ·
Oekraïne ·
Oezbekistan ·
Oman ·
Oostenrijk ·
Panama ·
Paraguay ·
Peru ·
Polen ·
Puerto Rico ·
Qatar ·
Rusland ·
Saint Kitts en Nevis ·
Saint Vincent en de Grenadines ·
Saoedi-Arabië ·
Schotland ·
Servië ·
Slowakije ·
Sovjet-Unie ·
Spanje ·
Suriname ·
Trinidad en Tobago ·
Tsjechië ·
Tsjecho-Slowakije ·
Tunesië ·
Turkije ·
Uruguay ·
Venezuela ·
Verenigde Arabische Emiraten ·
Verenigde Staten ·
Wales ·
Zuid-Afrika ·
Zuid-Korea ·
Zweden ·
Zwitserland
Brazilië (2018) ·
China (2002) · 
Duitsland (2006) · 
Ecuador (2006) · 
Engeland (2014) · 
Griekenland (2014) · 
Italië (2014) ·
Nederland (2014) · 
Polen (2006) · 
Servië (2018) ·
Spanje (2022) ·
Turkije (2002) · 
Uruguay (2014) ·
Zwitserland (2018)
FEPAFUT · A-internationals · Selecties · Bondscoaches · Panamees vrouwenelftal · Panama U21 · Panama U20 · Panama U19 · Panama U18 · Panama U17
1930 – 1949 · 
1950 – 1959 · 
1960 – 1969 · 
1970 – 1979 · 
1980 – 1989 · 
1990 – 1999 · 
2000 – 2009 · 
2010 – 2019 ·
2020 – 2029
CGC 1991 · 
CGC 1993 · 
CGC 1996 · 
CGC 1998 · 
CGC 2000 · 
CGC 2002 · 
CGC 2003 · 
CGC 2005 · 
CGC 2007 · 
CGC 2009 · 
CGC 2011 · 
CGC 2013 · 
CGC 2021
WK 2018
1938 · 
1939 · 
1940 · 
1941 · 
1942 · 1943 · 1944 · 1945 · 
1946 · 
1947 · 
1948 · 
1949 · 
1950 · 
1951 · 
1952 · 
1953 · 
1954 · 
1955 · 
1956 · 
1957 · 
1958 · 
1959 · 
1960 · 
1961 · 
1962 · 
1963 · 
1964 · 
1965 · 
1966 · 
1967 · 
1968 · 
1969 · 
1970 · 
1971 · 
1972 · 
1973 · 
1974 · 
1975 · 
1976 · 
1977 · 
1978 · 
1979 · 
1980 · 
1981 · 
1982 · 
1983 · 
1984 · 
1985 · 
1986 · 
1987 · 
1988 · 
1989 · 
1990 · 
1991 · 
1992 · 
1993 · 
1994 · 
1995 · 
1996 · 
1997 · 
1998 · 
1999 · 
2000 · 
2001 · 
2002 · 
2003 · 
2004 · 
2005 · 
2006 · 
2007 · 
2008 · 
2009 · 
2010 · 
2011 · 
2012 · 
2013 · 
2014 · 
2015 · 
2016 · 
2017 ·
2018 ·
2019 ·
2020 ·
2021 ·
2022 ·
2023 ·
2024
Anguilla ·
Argentinië · 
Armenië · 
Aruba · 
Bahama's ·
Bahrein ·
Barbados ·
België · 
Belize · 
Bermuda · 
Bolivia · 
Brazilië · 
Canada · 
Chili · 
Colombia · 
Costa Rica · 
Cuba · 
Curaçao ·
Denemarken ·
Dominica · 
Dominicaanse Republiek · 
Ecuador · 
El Salvador · 
Engeland · 
Grenada · 
Guadeloupe ·
Guatemala · 
Guyana · 
Haïti · 
Honduras · 
Iran · 
Jamaica · 
Japan · 
Kameroen ·
Mexico · 
Montserrat ·
Nederlandse Antillen · 
Nicaragua · 
Noord-Ierland ·
Noorwegen ·
Paraguay · 
Peru · 
Portugal · 
Puerto Rico · 
Qatar ·
Saint Lucia · 
Saoedi-Arabië ·
Servië ·
Spanje · 
Taiwan · 
Trinidad en Tobago ·
Tunesië ·  
Uruguay ·  
Venezuela · 
Verenigde Staten ·
Wales ·
Zuid-Afrika ·
Zuid-Korea ·
Zwitserland
België (2018) ·
Engeland (2018) ·
Tunesië (2018)